# L'Albère
L'Albère (Catalaans: L'Albera) is een gemeente in het Franse departement Pyrénées-Orientales (regio Occitanie) en telt 83 inwoners (2009). De plaats maakt deel uit van het arrondissement Céret.

## Geografie
De oppervlakte van L'Albère bedraagt 18,0 km², de bevolkingsdichtheid is dus 4,6 inwoners per km². De gemeente ligt in Vallespir.

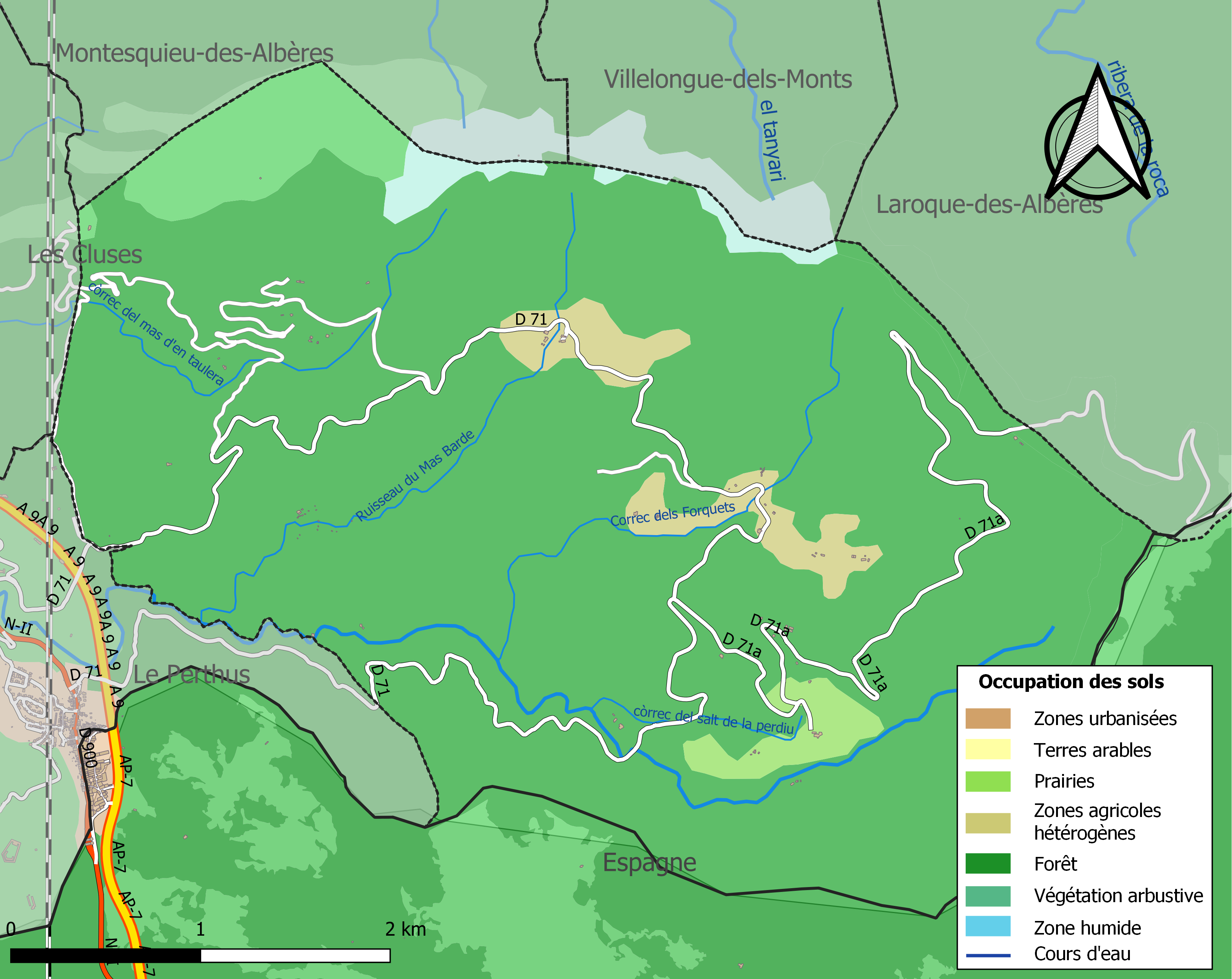
Kaart van de gemeente met de belangrijkste infrastructuur, bodemgebruik en omliggende gemeenten

## Politiek

### Lijst van burgemeesters
| Naam burgemeester          | Ambtsperiode |
| -------------------------- | ------------ |
| Sylvestre Vilallongue      | 1795 - 1801  |
| Jacques Oriol              | 1802-1813    |
| Joseph Reste               | 1813-1830    |
| Jacques Oriol              | 1831-1834    |
| Joseph Reste fils          | 1835-1877    |
| Albert Oriol               | 1878-1884    |
| Gustave Tarres             | 1885-1887    |
| Auguste Vinyes             | 1888-1904    |
| Justin Besombes            | 1904-1934    |
| Antoine de Besombes-Singla | 1935-1971    |
| Pierre de Besombes-Singla  | 1971-2013    |
| Marc de Besombes-Singla    | 2013 -       |

## Demografie
Onderstaande figuur toont het verloop van het inwonertal (bron: INSEE-tellingen).